# Sylvia Tabet
Pour les articles homonymes, voir Tabet.
Sylvia Tabet est une écrivaine, artiste peintre, française contemporaine née à Neuilly-sur-Seine le 2 octobre 1964. Elle vit et travaille à Paris.

## Biographie
Diplômée en sciences politiques à l'Institut des hautes études d'Amérique latine, Sylvia Tabet construit un parcours professionnel essentiellement consacré au secteur associatif et à la communication institutionnelle. Elle anime notamment, de 1998 à 2003, l'Observatoire des Changements en Amérique latine, puis mène des programmes institutionnels dans le domaine de l’enseignement supérieur et de l’éducation.
Parallèlement, Sylvia Tabet se consacre à la peinture et à l’écriture pour faire de ces activités, à partir de 2004, ses activités principales. Elle a exposé à plusieurs reprises à Paris : Le temps et les murs en 1999, Accrochage 2001 en 2001, Sthènes en 2002, Murs Murs en 2005, Des arbres en 2007, Still Life en 2008, et a réalisé une commande institutionnelle intitulée Chronographies, sur le patrimoine historique de la ville de Blois (exposition en novembre 2004 au musée de l'Objet ; catalogue de Gilbert Lascault). 
Sylvia Tabet expose à la Galerie Jacques Lévy (Paris). Ses travaux récents sont visibles sur son site personnel. 